# Чаль-Міан
Чаль-Міан (перс. چالميان) — село в Ірані, у дегестані Хенеджін, в Центральному бахші, шахрестані Коміджан остану Марказі. За даними перепису 2006 року, його населення становило 189 осіб, що проживали у складі 46 сімей.

## Клімат
Середня річна температура становить 11,58°C, середня максимальна – 30,79°C, а середня мінімальна – -10,59°C. Середня річна кількість опадів – 265 мм.
| Клімат поселення                              | Клімат поселення | Клімат поселення | Клімат поселення | Клімат поселення | Клімат поселення | Клімат поселення | Клімат поселення | Клімат поселення | Клімат поселення | Клімат поселення | Клімат поселення | Клімат поселення | Клімат поселення |
| Показник                                      | Січ.             | Лют.             | Бер.             | Квіт.            | Трав.            | Черв.            | Лип.             | Серп.            | Вер.             | Жовт.            | Лист.            | Груд.            |                  |
| Середній максимум, °C                         | 6,38             | 8,16             | 13,06            | 18,98            | 23,32            | 29,68            | 30,79            | 29,69            | 25,33            | 19,80            | 12,66            | 7,10             |                  |
| Середня температура, °C                       | −2,11            | −0,33            | 4,58             | 10,49            | 14,83            | 21,19            | 24,94            | 23,83            | 19,48            | 13,95            | 6,80             | 1,26             |                  |
| Середній мінімум, °C                          | −10,59           | −8,82            | −3,92            | 2,00             | 6,36             | 12,70            | 19,09            | 17,99            | 13,64            | 8,10             | 0,96             | −4,59            |                  |
| Норма опадів, мм                              | 37               | 35               | 46               | 38               | 33               | 6                | 1                | 1                | 0                | 10               | 23               | 35               |                  |
| Середньомісячна швидкість вітру, м/с          | 1.83             | 2.19             | 2.78             | 3.11             | 2.60             | 2.45             | 2.62             | 2.36             | 2.24             | 2.12             | 1.73             | 1.64             |                  |
| Середньомісячна сонячна радіація, кДж/м²·день | 8756             | 11812            | 14535            | 17993            | 22125            | 26741            | 26090            | 23872            | 20569            | 14999            | 10670            | 8642             |                  |
| --------------------------------------------- | ---------------- | ---------------- | ---------------- | ---------------- | ---------------- | ---------------- | ---------------- | ---------------- | ---------------- | ---------------- | ---------------- | ---------------- | ---------------- |
| Джерело:                                      |                  |                  |                  |                  |                  |                  |                  |                  |                  |                  |                  |                  |                  |